# 大橋隆昌
大橋 隆昌（おおはし たかまさ、1975年1月6日 - ）は、日本の男性声優。大阪府出身。

## 経歴・人物
- 実家は、大阪府にある丸一ホテルを営んでいる。帰省の際にはベッドメイク等の手伝いをしているという。また、声優仲間も大阪へ立ち寄った際、利用することがあるとのこと。
- 主に音響会社TWOFIVEの作品に出演することが多く、同社社員や古くからの男性リスナーにも親しまれている。
- 平尾隆昌名義で舞台の脚本・演出や、ラジオの構成作家・ディレクターなど、制作の仕事も行っている。
- ライブに出演する際の衣装は自前。原宿などで購入している。
- 好きなアニメ・漫画作品は『うる星やつら2 ビューティフル・ドリーマー』、『這いよれ！ニャル子さんW』、杉崎ゆきる先生の漫画版『ブレンパワード』[2]。
- 声優仲間や友人達とフットサルをよくプレイしている。
- 小野大輔からはたかまちゃという愛称で呼ばれている。また自称“M”の小野が唯一“S”になれる人物といわれている。
- 2012年4月1日付けで有限会社TABプロダクションを円満離籍し、フリーランスに。
- 2015年ぐらいからエイベックス・ピクチャーズ主催のアニメイベントで司会を行う機会が増え、現在では半分以上に出演している。

## 出演

### テレビアニメ
2003年
- なるたる（亜季の兄、自衛官、学生）

2006年
- 涼宮ハルヒの憂鬱（キャッチャー）

2007年
- ケロロ軍曹（係員）

2008年
- カイバ
- キミキス pure rouge（男子生徒）

2010年
- アマガミSS（イカ男）

2011年
- アスタロッテのおもちゃ!（アルパカ）

2013年
- 世界でいちばん強くなりたい!（観客）
- 這いよれ! ニャル子さんW（ロイガー〈2代目〉）

### 劇場アニメ
- 薄暮（2019年）

### ゲーム
時期不明
- THE 戦国ゾンビin N.Y
- 封神でほーしん!!（太公望）

2000年
- あすは恋して〜Prime Beat Planet〜（伊東正樹）
- 幻想のアルテミス（御手洗拓也）
- さらば宇宙戦艦ヤマト 愛の戦士たち（ガミラス兵）
- 探偵紳士DASH!（ホテルマン）

2001年
- エクソダスギルティー ネオス（イイナ）

2002年
- Card of Destiny（兵士）
- 探偵 神宮寺三郎 Innocent Black（男）
- BITTERSWEET FOOLS（セス）

2003年
- EVE burst error PLUS
- ガイザード・シャッフル〜僕らは想いを解き放つ〜（志摩焔、土屋征四郎）
- ガイザード〜僕らは想いを身に纏う〜（志摩焔、土屋征四郎）
- Wind -a breath of heart-（マスター）
- ボクの彼氏はジュリエット DVDPG side，A（茶園史崇）
- ボクの彼氏はジュリエット DVDPG side，B（茶園史崇）

2004年
- アカイイト（バス運転手）
- グラップルガイア －女王の翼冠－（ジロー・ワナービ）
- フルハウスキス（樋山城）
- 探偵 神宮寺三郎 KIND OF BLUE（雑賀元晴）
- Wind -a breath of heart- リ・パッケージ版（マスター）

2005年
- 蚊とりアタック（クモ、ガンコ爺）
- スクールなびげーしょん!（生徒会長）
- ドジョッ子つかみ（食いしん坊、ザリガニ）
- パチパラ12 〜大海と夏の思い出〜（食通の度会）
- 必殺裏稼業（加納清十郎）

2006年
- 神業-KAMIWAZA-（与力）
- キミキス（里仲軍平、トシ）
- 今日からマ王!〜おれさまクエスト〜
- 世界ノ全テ-two of us-（宮本竜彦）
- 絶体絶命都市2 -凍てついた記憶たち-（看守）
- はるのあしおと Step of Spring
- フルハウスキス2（樋山城）
- PROJECT SYLPHEED（ラッセル）
- 魔砲使い黒姫（鬼丸団団員）
- Soul Link EXTENSION（沢渡）
- Yo-Jin-Bo〜運命のフロイデ〜（家臣、その他）

2007年
- グリムグリモア（アドヴォカート、ホムンクルス）
- Operation Darkness（ジャック・ザ・リッパー、他）
- KoiGIG〜DEVIL×ANGEL〜（岸部親文）
- プリンセスメーカー5

2008年
- アオイシロ（源為朝）
- トゥルーフォーチュン（部員A、他）

2009年
* アマガミ（御木本久遠、マイケル・ギャラガー、怪人イカ男）
- キラ☆キラ 〜Rock'n'RollShow〜（屋代彰）

2010年
- OPERATION FLASHPOINT:DRAGON RISING（兵士）
- ナルキッソス（鈴木拓人）
- Fallout：New Vegas（ベニー）
- eden＊（兵士）
- ラストランカー（イビノス）
- 閃光騎兵メビウスクロス（ダンプ・クロメンテ・ガルシア）

2011年
- エビコレ+ アマガミ（御木本久遠、マイケル・ギャラガー、怪人イカ男）
- ポケモンバトリオV（四天王）
- 学園特救ホトケンサー（アクノ・テ・ザーキ）

2012年
- あまつみそらに！雲のはたてに（城山万策）
- ルートダブル　- Before Crime * After Days -（研究員、他）
- シノバズセブン

2013年
- 封印（空隅肴）
- ブランチ☆パニック!（おじいちゃん）

2015年
- 雷子（徐盛）

2020年
- グランドインテンション・アジャストメント（レヴァンス）

時期未定
- ドランゴンハンターCOOP

### ドラマCD
- アイドル★ハラスメント関連
  - ～ドキッ☆男だらけのファン感謝祭！？～（藤堂清嶺）
  - ～ドキッ☆恥辱の接待ナマ放送！？～（藤堂清嶺）
- アオイシロ関連
  - ドラマCD「青城奇譚」（守天正武）
  - ドラマCD「青い城の凱旋門」（綾代の父）
- アクエリアンエイジ〜オリオンの少年〜 VOL.1（店員）
- 余す時のかたりべ（大人）
- 彼岸島（男）
- インフィニティブレード（ザイ）
- オジサマ専科 Vol.1 Make My Lady～私の淑女～（ウエイター）
- オジサマ専科 Vol.3 Restore the Bistro～お嬢様奮闘記～（郵便局員）
- オジサマ専科 Vol.4 Family Business ～危険な捜査線～（ウエイター）
- お嫁においでよ!（部員1、男子生徒2）
- オレンジポケット アレンジ&ドラマ（江田秀晃）
- 怪物王女 ドラマCD「廃屋王女」（敵）
- シノバズセブン
- CDドラマ デ・ジ・キャラット
  - そにょ3（ゲーマーズ本店店長）
  - そにょ4 デジキャラ・ロマンス 〜夏のめからびーむ〜（店長さん）
  - そにょ5 ぴよこ様大作戦！（お客3）
  - そにょ6 さらばデ・ジ・キャラット 〜アキハバラ最期の日〜（店長さん）
  - そにょ7 さらば ブラックゲーマーズ！（店長さん）
  - そにょ8 メリークリスマス！アキハバラに降る雪（店長さん）
- CD DRAMA Di Gi Charat 番外編 でじこの野望 vol.2 アニメ店長と対決にょ!（店長さん）
- Dollyholic case:05 Seize お星さまの不始末（弁護士）
- はーとふる彼氏　鳩豆スウィートブレンド（カモメ店員）
- ローズ×マリー 妖血の囁き（クルト）
- わがまま大王に気をつけろ!（生徒1）

### ラジオドラマ
- SLAVE METALシリーズ（ヤン スギョン等）

### 吹き替え
- レンブラントの夜警（フェラルド・ダウ）
- ミスターディンク（フォリノーニ）
- スターゲイト アトランティス（パリッシュ）

### インターネットラジオ

#### 放送終了
- 小野大輔のGIGらNight!（岸部役／コーナーパーソナリティ）
- Yo-Jin-Bo 大橋隆昌の池袋からこんにちわ
- 岸部親分のでかい戦争になりますよ（岸部孫兵衛役）

### CM
- ヨドバシカメラ
- モルテン
- ゾイドインフィニティ
- ビックリマン（シンクロXチョコ）
- COACH
- Sipahh
- ジャンプスクエア
- スピードラーニング（韓国語・英語）
- ストレイヤーズ・クロニクル　ＡＣＴ-１
- オジサマ専科～GREE～

### 司会進行
- 月刊少女野崎くん繰繰れ! コックリさん合同先行上映イベント（2014年9月21日@よみうりホール）
- Hybrid Child完成記念上映会～たった一度のめぐり会い～（2014年8月31日@シネマサンシャイン池袋）
- smileY inc.  トーク＆ライブイベント内定者説明会（2014年8月23日＠TSUTAYA O-nest）
- ソーシャルテレビ・アワード2014（2014年7月23日＠六本木ヒルズ）
- ツギアニ！
  - ツギアニ！2014秋（2014年7月28日＠ニッショウホール）
  - ツギアニ！2014夏（2014年6月28日＠サイエンスホール）
  - ツギアニ！2014春（2014年3月30日＠サイエンスホール）
  - ツギアニ！2013冬（2013年12月22日＠サイエンスホール）
  - ツギアニ！2013秋（2013年9月29日＠サイエンスホール）
- クリィミーマミはなぜステッキで変身するのか 発売記念トークショー（2014年2月20日）
- 這いよれ! ニャル子さん
  - 「這いよれ！ニャル子さんＦ」名状しがたい初日舞台挨拶のようなもの（2016年5月30日＠新宿バルト9 シアター9）
  - 這いよれ！ニャル子さんＦ劇場公開記念披露宴「ドリームニャルディング」（仮）（2016年5月16日＠ホテルスプリングス幕張 ANNEX3Ｆ 「エメラルドホール」）
  - さらばニャル子 ファイナルカウントダウン（2014年8月17日@ディファ有明）
  - 這いよれ！ニャル子さんW邪神召喚祭（2013年8月11日@ZEPPダイバーシティ東京）
  - 這いよれ！ニャル子さんW邪神再誕祭（2013年8月11日@ZEPPダイバーシティ東京）
  - 愛・ニャル子博2013（2013年4月7日）
  - 這いよれ！ニャル子さん邪神生誕祭（2012年8月5日@SHIBUYA-AX）
  - 這いよれ！ニャル子さん邪神降臨祭（2012年8月5日@SHIBUYA-AX）
- Wake Up Girls 〜炎の七番勝負！ヤマカンでてこいや！（2013年12月29日@秋葉原UDX）
- ムシブギョー TVアニメ放送記念イベント（2013年3月30日）
- IS2イグニッションハーツ発売間近イベント（2014年2月22日）
- 羽多野渉関連　
  - The Star Festival―ハマとゆーたくとワタル―（2014年6月29日＠神奈川芸術劇場）
  - BIRTHDAY PARTY～ラッキーナンバーは聖なる数字～（2013年3月16日@新宿FACE）
- 完璧Freedom 発売記念イベント（2014年5月3日@吉祥寺CLUB SEATA）
- 強襲LOVER 発売記念イベント（2013年8月28日@原宿アストロホール）
- アニメイト名古屋リニューアルオープン10周年記念「アニメイト×Rejetコラボレーションイベントin名古屋」（2013年9月28日）
- ゆるキャン△ 秘密結社ブランケット入団説明会 2018 Autumn（2018年10月7日）
- 上野さんは不器用
  - 第1・2話先行上映会（2019年1月5日）
  - 春の不器用運動会（2019年4月7日@八千代市市民会館 大ホール）
- 呪術廻戦 「じゅじゅフェス2021」（2021年6月13日@川口総合文化センター）

## 制作作品

### 構成作家
- クラノア放送委員会（Webラジオ）
- Boy's Beatの俺たちドラスティックキラー☆（Web TV）
- 竹内順子のガーリー大学（携帯配信）
- 日野聡・寺島拓篤のLOVE CALL No.（携帯配信）
- がーるず★パラダイス～逆ハーレム放送局～（ニコニコ動画生放送）
- フェンスの上で佇んで（Ustream／ニコニコ動画生放送）
- ホトケンらじお（ニコニコ動画生放送）
- 池袋ストリーム（Ustream）

### ディレクター
- 停電ラジヲ（WEBラジオ）
- 停電ラジヲ戒（WEBラジオ）